# 3127 Bagration
3127 Bagration è un asteroide della fascia principale. Scoperto nel 1973, presenta un'orbita caratterizzata da un semiasse maggiore pari a 2,5989596 UA e da un'eccentricità di 0,1985511, inclinata di 4,82163° rispetto all'eclittica.
L'asteroide è dedicato al generale russo Petr Ivanovich Bagration, eroe delle guerre napoleoniche.